# بيكونسفيلد (كيبك)
بيكونسفيلد، كيبك (بالإنجليزية: Beaconsfield)‏ هي مدينة كندية تقع في مقاطعة كيبك. تبلغ مساحة هذه المدينة 11.0102 (كم²)، ويبلغ عدد سكانها 19194 نسمة حسب إحصاء سنة 2006 م، بينما كان يسكنها 19310 نسمة في سنة 2001 م. تحتل هذه المدينة المرتبة رقم 196 بين مدن كندا حسب عدد السكان والمرتبة رقم 52 في المقاطعة. النمو سكاني في هذه المدينة يقدر بـ(-0.6).

## أعلام
- إي. ر. وارد نيل
- جون كاستنر
- أوجين تشارتير
- هال ميرفي

## وصلات خارجية
- الأطلس الحكومي لكندا
- إحصاءات كندا مع ساعة تعداد السكان نسخة محفوظة 23 مارس 2008 على موقع واي باك مشين.